# Villa Bock (Kadaň)
Villa Bock (čp. 910) je originální funkcionalistická vila nacházející se ve vilové čtvrti, dříve známé jako Zahradní Město, v Kadani. Nalezli bychom ji v ulici T. G. Masaryka (dříve Gollova). Realizace stavebního projektu, který pro Wilhelma Bocka, profesionálního úředníka a vrchního účetního působícího tehdy v Kadani-Prunéřově, a jeho manželku Elisabeth vypracoval kadaňský vilový architekt a stavitel Johann Petzet byla dokončena roku 1930.

## Výstavba
Projekt na pozoruhodnou funkcionalistickou Villu Bock vyhotovil kadaňský vilový architekt a stavitel Johann Petzet již roku 1929. Vila je charakteristická především svými obdélníkovými okny. Rovněž je opatřena balkonem do zahrady. Stavební práce byly začaty ještě v říjnu roku 1929 a hrubá zastřešená budova vznikající vily byla hotova již v únoru 1930. V srpnu téhož roku byla vila dokončena a zkolaudována. Některé drobné úpravy pak proběhly ještě v říjnu a výstavba tedy trvala celý jeden rok.

## Majitelé
Stavebníkem a prvním majitelem vily byl Wilhelm Bock (1864–1931). Pocházel ze vsi Jodłówka v Haliči. Pracoval jako profesionální úředník a účetní. Na pozici vrchního účetního byl za svého pobytu v Kadani zaměstnán pravděpodobně v prunéřovském cukrovaru, který byl v prvorepublikových časech významným průmyslovým předměstím kadaňské aglomerace. Bockova manželka Elisabeth, Elsa, rozená Litassy, se narodila ve vídeňské čtvrti Lainz, její rodina však byla původem z Uherska. Sňatek Wilhelma a Elsy proběhl roku 1900 v hornoslezském Krnově. Manželé Bockovi se hlásili k evangelické církvi, avšak Wilhelmovi rodinné kořeny byly židovské. Postupně žila rodina na několika různých místech rakousko-uherské monarchie. První dítě, dcera Gisela, se manželům Bockovým narodila roku 1902 ve štetlu Lužany nedaleko Černovic, na Bukovině (dnešní Ukrajina). Černovice patřily mezi nejvýchodnější metropole tehdejší monarchie a žila zde také početná židovská komunita. Syn Wilhelm, který se manželům Bockovým narodil v roce 1905, je však již evidován v hornouherské Rožňavě (dnešní Slovensko), kam se zřejmě rodina mezi lety 1902 a 1905 přestěhovala. Villa Bock v Kadani, kam se rodina později přesunula, měla být honosným symbolem jejího společenského vzestupu. Krátce po jejím dokončení však potkala rodinu tragédie. Wilhelm Bock totiž ještě v roce 1931 v Žatci náhle zemřel.
K roku 1936 jsou jako majitelky úředně vedeny Gisela a Elisabeth Bockovi. Syn Wilhelm Bock byl v té době již úspěšným inženýrem chemie a působil jako šéf představenstva huti a těžební společnosti na antimon ve slovenské Rožňavě. Zásadní zvrat v jeho kariéře a v osudech nejen celé jeho rodiny pak znamenal rok 1938, kdy se pod tlakem nacionálně-socialistického Německa začalo Československo hroutit a Wilhelm Bock byl nucen na přelomu let 1938 a 1939 uprchnout ze Slovenska zpět do Kadaně, kde dočasně přebýval v rodinné rezidenci. Jeho další osudy zatím nebyly odkryty. Elisabeth Bock s dcerou Giselou měly v té době problémy s uznáním státního občanství, až po nějaké době jim byla přiznána německá státní příslušnost. Přestože byla rodina Bockových vyznáním evangelická, podle nenávistných rasistických zákonů německé říše byla klasifikována jako židovská. Další osudy Gisely Bock nám podobně jako u jejího bratra nejsou známy. Matka Elisabeth Bock přežila druhou světovou válku ve vile. Ještě v červenci roku 1945 ji však musela opustit a krátce pak přebývala v nevelkém domku čp. 399 v Raisově ulici na Sedleckém předměstí v Kadani. Nedlouho poté byla v rámci násilného odsunu německého obyvatelstva z českého pohraničí vyhnána do válkou zničeného okupovaného Německa.